# Týnec nad Sázavou
Týnec nad Sázavou (en allemand : Teinitz an der Sasau) est une ville du district de Benešov, dans la région de Bohême-Centrale, en Tchéquie. Sa population s'élevait à 5 717 habitants en 2024.

## Géographie
Týnec nad Sázavou est arrosée par la Sázava et se trouve à 9 km au nord-ouest de Benešov et à 30 km au sud-sud-est de Prague.
La commune est limitée par Kamenice au nord, par Řehenice, Nespeky, Poříčí nad Sázavou, Bukovany et Benešov à l'est, par Václavice et Chrášťany au sud, et par Chářovice, Chleby, Lešany et Krhanice à l'ouest.

## Histoire
La première mention écrite de la localité date de 1318.